# سنگ‌نگاره‌های اردشیر بابکان
هنر سنگ‌تراشی ساسانیان به وسیلهٔ اردشیر پابکان (۲۲۴-۲۴۱)، نخستین شاه ساسانیان پایه‌گذاری شد و تا زمان شاهنشاهی شاپور دوم رونق داشت. این هنر در زمان خسرو پرویز دوباره زنده شد.

## تاریخچه
نقش برجسته‌های دوران اردشیر از دگرگونی‌های چشمگیری نسبت به چند نمونهٔ باقی‌مانده از دوران اشکانیان برخوردار است و قالب تاریخی تازه‌ای درآنها نمایان است. سه نقش برجستهٔ نخست او در سبک‌های مختلفی پدید آمده و سیر تکاملی روشنی را ارائه نمی‌کنند. تنها چهارمین نقش برجسته، یعنی تصویر دیهیم گذاری اردشیر درنقش رستم، قالب مشخصی را به خود گرفته که مجدداً در سنگ نگاره‌های شاپور یکم و جانشینان وی ظاهر می‌شود.
ترتیب تاریخی نقش برجسته‌های اردشیر در میان تاریخ شناسان اندکی مورد اختلاف است، و برخی از جزئیات مربوط به آن‌ها هنوز نامشخص است. والتر هینتس در مقالهٔ مفصل خود با موضوع نقش برجسته‌های اردشیر، مشکلات مربوط به تشخیص نقوش افراد را مورد بررسی قرار داده‌است.

## نقش برجستهٔتاجگذاریفیروزآباد

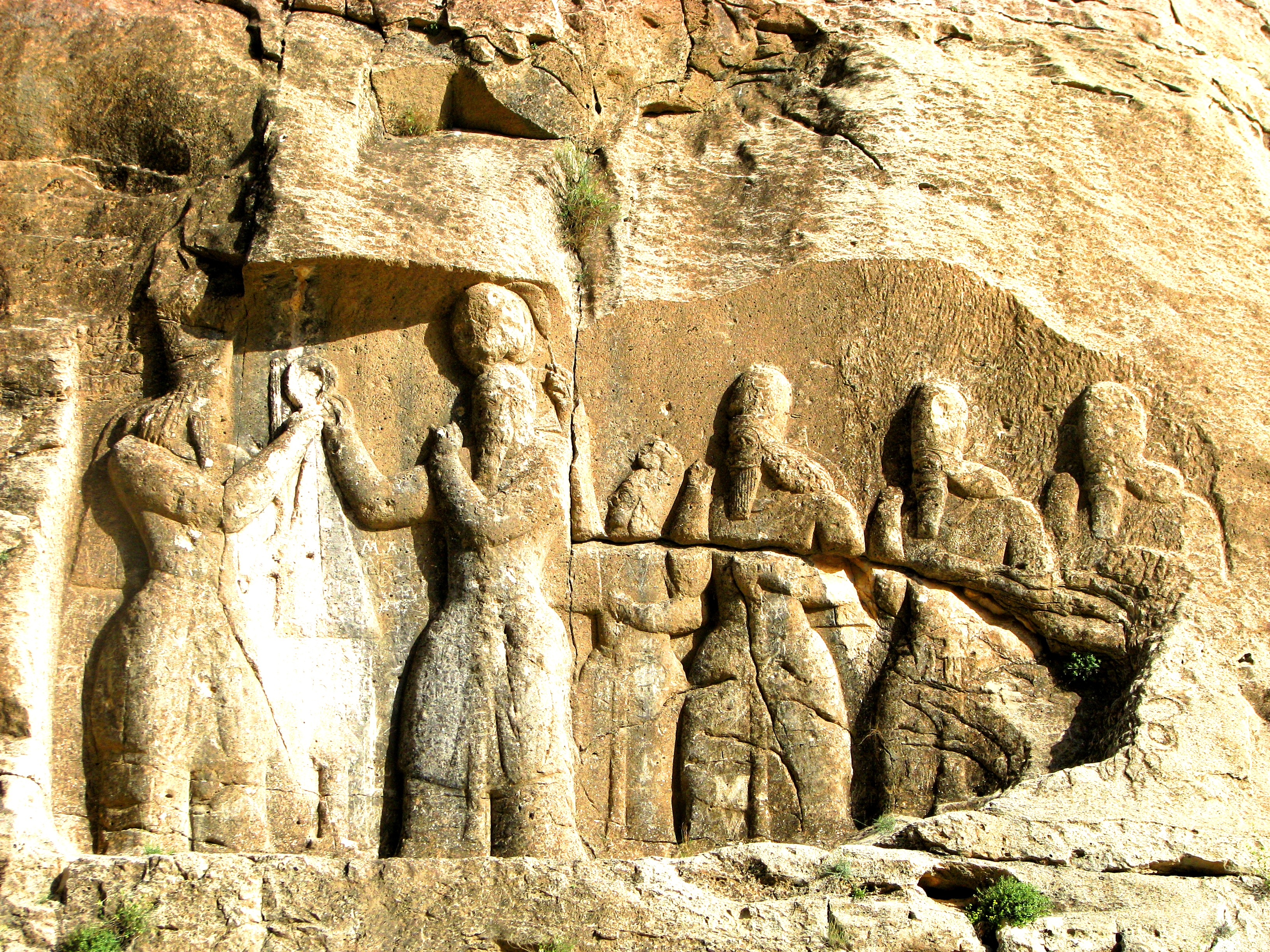
نخستین سنگ‌نگارهٔ «دیهیم‌ستانیِ» اردشیر از اهورامزدا، اردشیر ایستاده در پیشاپیش ملازمانش، شهر گور (فیروزآباد کنونی).

در نقش برجستهٔ تاجگذاری یا پادشاهی فیروزآباد، اهورامزدا و اردشیر در مقابل هم ایستاده‌اند و اهورامزدا در حالی که حلقهٔ پادشاهی را از روی محراب آتش به دست اردشیر می‌دهد، وی را به شاهی منصوب می‌نماید. در پشت سر اردشیر، ولیعهد شاپور و دو شاهزادهٔ دیگر ایستاده‌اند. ابعاد: ۷ متر در ۷۰/۳ متر. نقوش بسیار موزون ترسیم شده و نمای نیمرخ دارند و چیدمان آن‌ها مانند نقش برجستهٔ مهرداد دوم در بیستون است. با این وجود، سنگ‌تراشی این نقش به شدت از آثار اشکانیان فاصله گرفته و به الگوهای متداول هخامنشیان گرایش یافته‌است.

### دیهیم گذاری
دیهیم گذاری به تکرار موضوع سنگ‌نگاره‌های ساسانیان قرار گرفت. منشأ آن، و مفهوم دقیق شیء حلقه مانندی که خداوند آن را ارزانی می‌دارد ظاهراً به رشته‌ای از آداب و سنن باز می‌گردد؛ از نقش برجستهٔ هزارهٔ سومِ آنوبانی‌نی در سرپل ذهاب، که در آن الهه‌ای حلقه‌ای را به پادشاه می‌دهد؛ تا نقش برجستهٔ داریوش در بیستون، با نقش مردی بالدار که از دایره‌ای پدیدار شده و حلقه‌ای در دست دارد، که عموماً به عنوان اهورامزدا شناخته می‌شود، و بالاخره تجسم همین پیکرهٔ بالدار در تخت جمشید.
در نقش برجستهٔ اردوان پنجم در شوش، پادشاه با اعطای حلقه‌ای به یک ساتراپ، او را به این سمت منصوب می‌کند. همچنین، بر روی برخی از سکه‌های دوران اشکانی، نقش الههٔ توخه دیده می‌شود که حلقه گلی را به پیکری سوار بر اسب ارزانی می‌دارد. شکی نیست که طرح این سکه برگرفته از مراسم اهدای حلقهٔ گل توسط الههٔ نیکه در نگاره‌های یونانی بوده‌است.
اخیراً برخی از پژوهش‌گران نشانِ تفویضِ اعطایی را یک حلقه و بعضی دیگر آن را یک دیهیم دانسته‌اند. با توجه به مدارک موجود، می‌توان چنین پنداشت که قالب اصلی به صورت حلقه بوده و با گذشت زمان به دیهیم تغییر شکل داده‌است.
به عقیدهٔ کی. اِردمن (K. Erdmann)، چنین نیست که تمام نقش برجسته‌های مربوط به دیهیم گذاری لزوماً مربوط به آغاز حکومت یک پادشاه باشند، بلکه ممکن است به‌طور پی در پی و به نشان قدردانی از لطف الهی، در تمام دوران حکومت وی حکاکی شده باشند. ولادیمیر گریگورویچ لوکونین با استناد به طرح‌های حکاکی شده بر روی سکه‌ها اظهار می‌کند که تمامی سنگ نگاره‌های اردشیر به سال‌های ۲۳۵-۲۴۰، یعنی آخرین دورهٔ حکومت وی بازمی‌گردند. گرچه این نظریه مشکلاتی را نیز به همراه دارد؛ وانگهی تمام تلاش‌هایی را که برای درک روند تکامل سبک حکاکی‌ها صورت گرفته‌است، بی‌ارزش می‌سازد، به خصوص اگر نقش برجستهٔ نبرد فیروزآباد مطابق گفتهٔ لوکونین مربوط بدان سال‌ها باشد.

## نقش برجستهٔ نبرد سواره در فیروز آباد

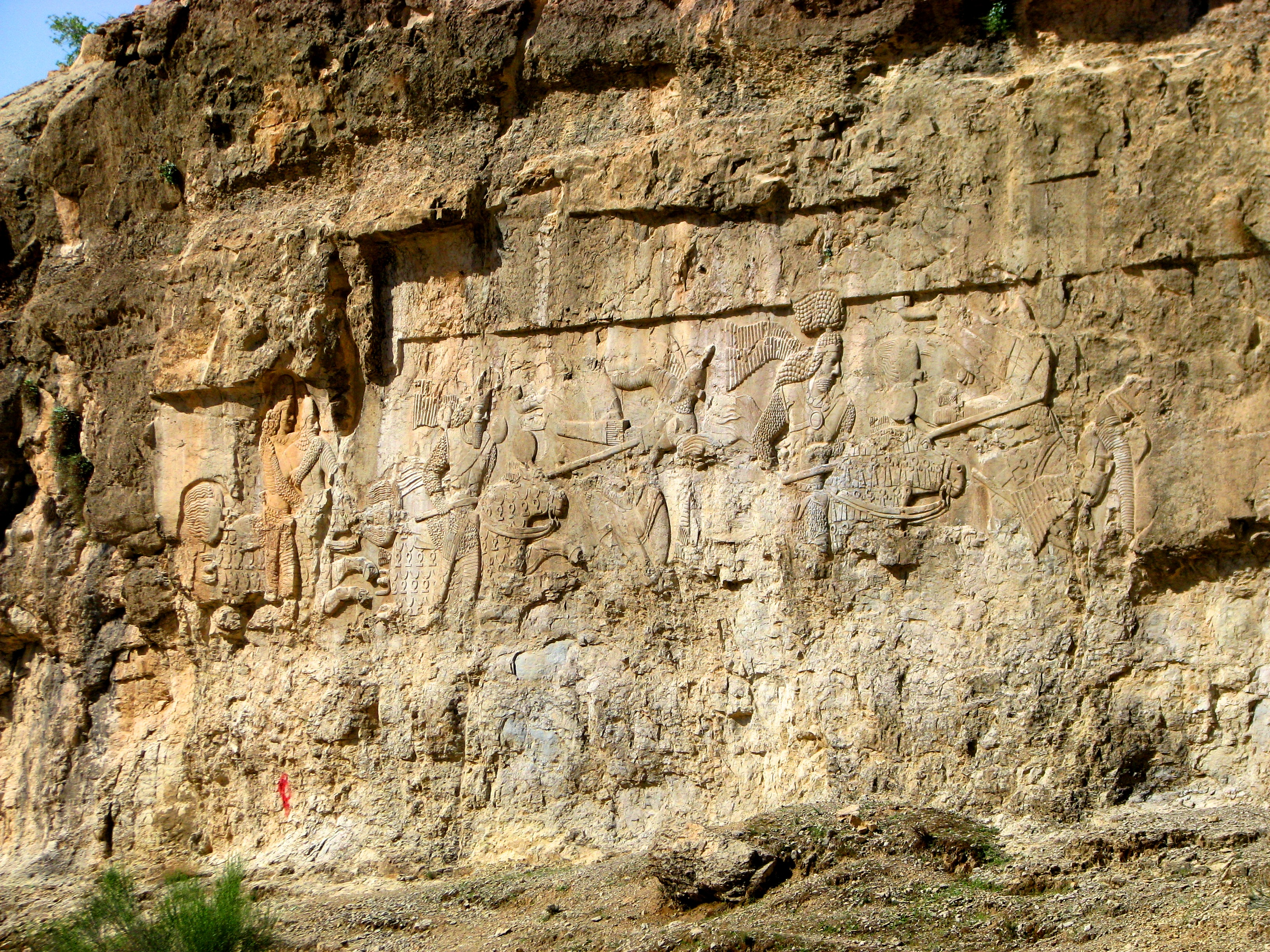
یادوارهٔ پیروزی اردشیر بر اردوان در نبرد هرمزدگان، کنده شده در فیروزآباد کنونی.

نقش برجستهٔ نبرد سواره در فیروز آباد. این سنگ نگاره، صحنه‌ای از نبرد پیروزمندانهٔ اردشیر علیه آخرین شاه اشکانی، اردوان پنجم، در سال ۲۲۴ را به تصویر می‌کشد. این نقش برجسته با هجده متر طول و تقریباً چهار متر ارتفاع، بزرگترین سنگ نگارهٔ بازمانده در ایران است. شش اسب سوار در سه گروه از جنگاوران تک به تک در این تصویر دیده می‌شوند: در سمت راست، اردشیر با نیزه‌ای اردوان را سرنگون می‌سازد؛ در وسط، ولیعهد شاپور بر وزیر ارشد اردوان یعنی دادبنداد غلبه می‌کند؛ و در سمت چپ، پیشکاری با یک شوالیهٔ اشکانی دست به گریبان است. در فرضیات جدیدتر نفر وسط را به جای شاپور آخرین شاه پارتیان هند به نام فرن-ساسان (از خاندان گندافره) معرفی کرده اند، و نفر سوم ساسانی را به جای پیشکار یکی از سران خاندان سورن یا در احتمالی دیگر ابرسام پنداشته‌اند. این نگاره پویایی چشمگیری داشته و در جزئیات نیز غنی است. موها و ریش‌ها، زره جنگجویان و یراق اسبان با دقت درخور توجهی ترسیم شده‌اند. حکاکی تقریباً به صورت نیم برجسته انجام شده و بخش پایینی آن بر اثر عوامل جوی فرسایش یافته‌است. نحوهٔ نمایش سنگ نگاره با الگوهای رایج دوران اشکانی مطابقت کرده و با سنگ نگارهٔ گودرز در بیستون و نقاشی دیواری سواران زره پوش چهارنعل در دورا-اروپوس قرابت و نزدیکی دارد. موضوع این نگاره بعدها در نقش برجستهٔ نبرد سوارهٔ بهرام دوم (۲۷۶-۲۹۳) و هرمز دوم (۳۰۳-۳۰۹) مجدداً به کار گرفته شد، که هر دو در نقش رستم واقع شده‌اند.

## نقش برجستهٔ دیهیم گذاری در نقش رجب

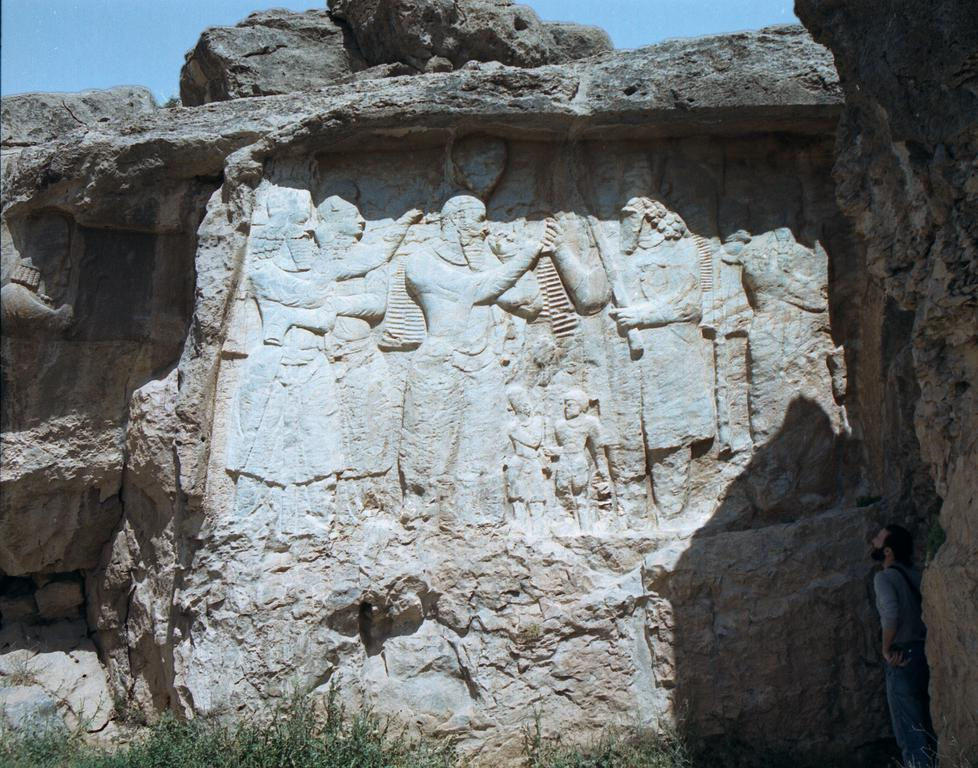
دومین سنگ‌نگارهٔ «دیهیم‌ستانیِ» اردشیر از اهورامزدا، کنده شده در نقش رجب.

در نقش برجستهٔ دیهیم گذاری نقش رجب اهورامزدا در حضور شش ناظر حلقهٔ پادشاهی را به اردشیر واگذار می‌نماید. این شش ناظر عبارتند از: در سمت چپ، ولیعهد شاپور و یک پیشکار؛ در پشت سر اهورامزدا، دو بانو که احتمالاً همسران اردشیر و شاپور هستند؛ در مرکز، دو پیکر کوچک که هینتس آن‌ها را نوادگان اردشیر یعنی بهرام و هرکول معرفی کرده‌است. این نگاره معرف نظام الگوبرداری جدیدی است. پیکرهای سنگین و بزرگتر از واقع آن نشان از الگوی سنگتراشی مخصوص ساسانیان دارد، اما نوعی نابهنجاری و ناپختگی عجیبی در آن‌ها محدودیت ایجاد کرده‌است.

## نقش برجستهٔ دیهیم گذاری در نقش رستم
نقش برجستهٔ دیهیم گذاری در نقش رستم تصویر اعطای حلقهٔ پادشاهی به اردشیر توسط اهورامزدا را نشان می‌دهد. هر دو پیکر سوار بر اسب هستند. در زیر سم اسب اردشیر پیکر در هم شکستهٔ شاه اشکانی، اردوان پنجم قرار دارد و در زیر سم اسب اهورامزدا پیکری افتاده که نماد اهریمن است. در پشت سر اردشیر یک پیشکار با سایبانی در دست ایستاده‌است. وجود دو سنگ نبشته بر این حکاکی، درک شفاف‌تری را از آن به ما ارائه می‌کند: بر سینهٔ اسب اهورامزدا به زبان پارسی پهلوی، پارتی، و یونانی نوشته‌است «این است تمثال خداوند، اهورامزدا»، و بر سینهٔ اسب اردشیر نیز جمله‌ای در وصف اردشیر نقش شده‌است.
این سنگ نبشته‌ها به کمک حکاکی‌های شاردن (Chardin) و ای. کمپفر (E. Kaempfer) در قرن هفدهم کشف شدند و از آنجا که به سه زبان نگاشته شده بودند، به سیلوستر دوساسی در کشف رمز خط پارسی پهلوی در سال ۱۷۹۳ کمک شایانی نمودند؛ دستاوردی که مدت‌ها قبل‌تر از کشف رمز خط میخی پارسی توسط گروتفند و رالینسون حاصل شد. اهورامزدا پیش از این نیز در سنگ نبشتهٔ داریوش در بیستون، به عنوان خدای سلطنت-بخش نامیده شده بود.

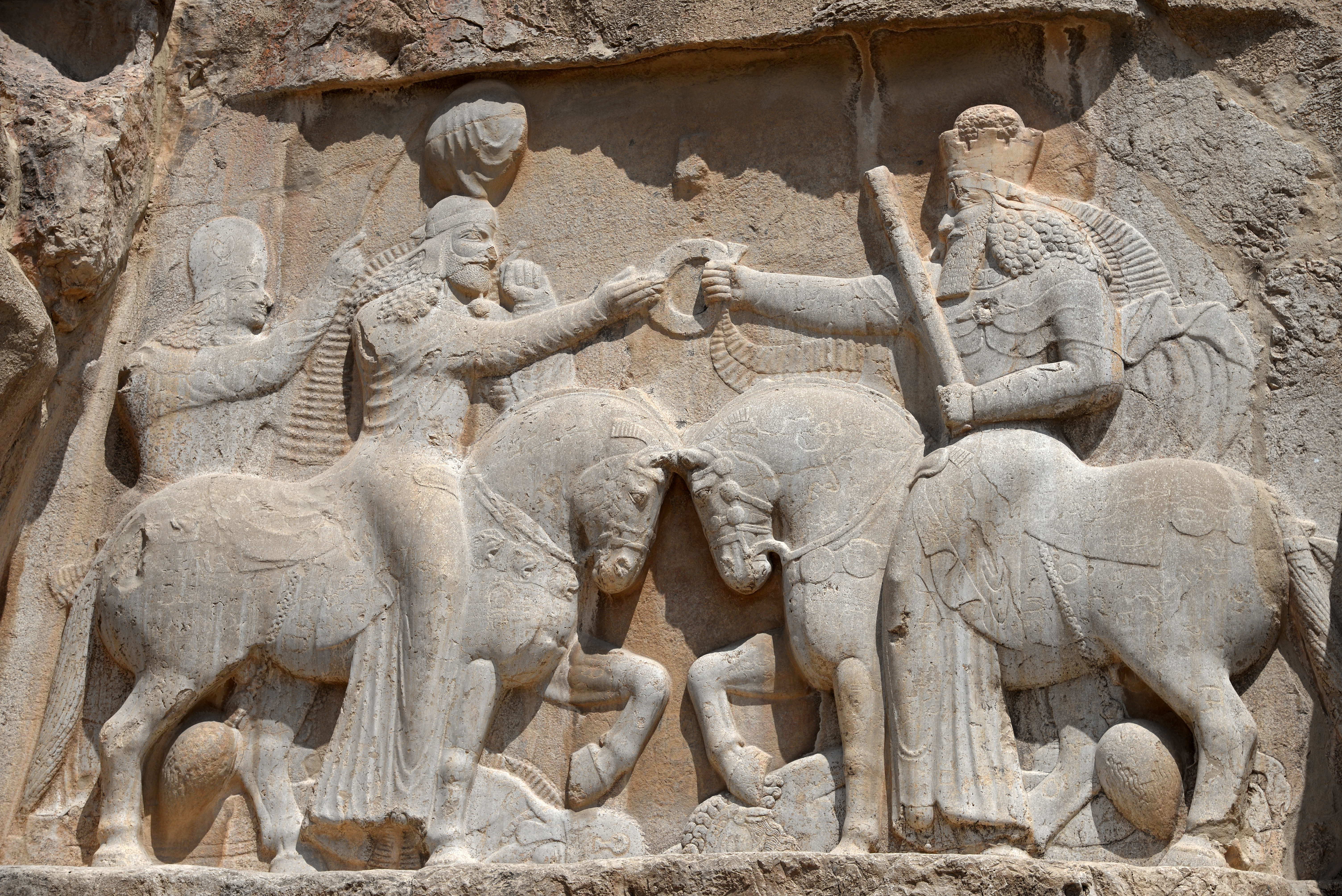
سومین سنگ‌نگارهٔ «دیهیم‌ستانی» اردشیر از اهورامزدا، کنده شده در نقش رستم. اردشیر و اهورامزدا سوار بر اسب در برابر یکدیگر، جسد اردوان و اهریمن زیر سم اسبان اردشیر و اهورامزدا و اردشیر درحال ستاندن حلقهٔ حاکمیت از اهورامزدا.

این کامل‌ترین و قطعاً آخرین نقش برجستهٔ اردشیر است. ترکیب متوازن و پیکرتراشی بسیار زنده و واقعی باعث شده‌است که این نگاره چیزی از نخستین نقش برجستهٔ شاپور یکم در نقش رجب کم نداشته باشد.
در حالی که سه نقش برجستهٔ پیشین ممکن است بسیار متفاوت اما اساساً متناسب با معیارهای اولین آثار از نوع خود قلمداد شوند، و روشن است که توسط پیکرتراشان مختلفی نقش یافته‌اند، آخرین نقش برجستهٔ اردشیر مُهرِ سبک مخصوص ساسانیان، یعنی سبک غالب حکاکی‌های بعدی این سلسله را بر خود دارد. این نگاره همچنین یک عنصر خارجی را در موضوع اصلی حکاکی خود به عاریه گرفته‌است. تصویر دشمن شکست خورده در زیر پای اسب فاتح برگرفته از اثر تاریخی رومیان است، که مجسمهٔ سوار بر اسب مارکوس اورلیوس (Marcus Aurelius) را در حال لگدمال کردن پیکر در حال حاضر مفقودِ یک شاه شکست خورده نشان می‌دهد.
همچنین اسب‌ها در مجموع مشابه اسب‌های مرسوم در پیکره‌های رومی یکی از پاهای پیشین خود را بالا برده‌اند- مشخصه‌ای که تا زمان حکاکی نقش برجستهٔ بهرام دوم در بیشاپور حفظ گردید. از دیگر خصوصیات بارز نقش برجستهٔ اردشیر، اشارات ضمنی آن به تخت جمشید هستند. در سر و بالاتنهٔ پیکر اهورامزدا ویژگی‌های شاه شاهان، همانطور که در عمارت مرکزی تخت جمشید نشان داده شده، با حفظ جزئیات مربوط به موها، ریش و چین و شکن‌های لباس به دقت نقش گردیده‌است. رد پای نخستین نشانه‌های این تأثیر در نقش برجستهٔ دیهیم گذاری نقش رجب، باوجود وضوح نه چندان بالا قابل بررسی است.

## نقش برجستهٔ سلماس

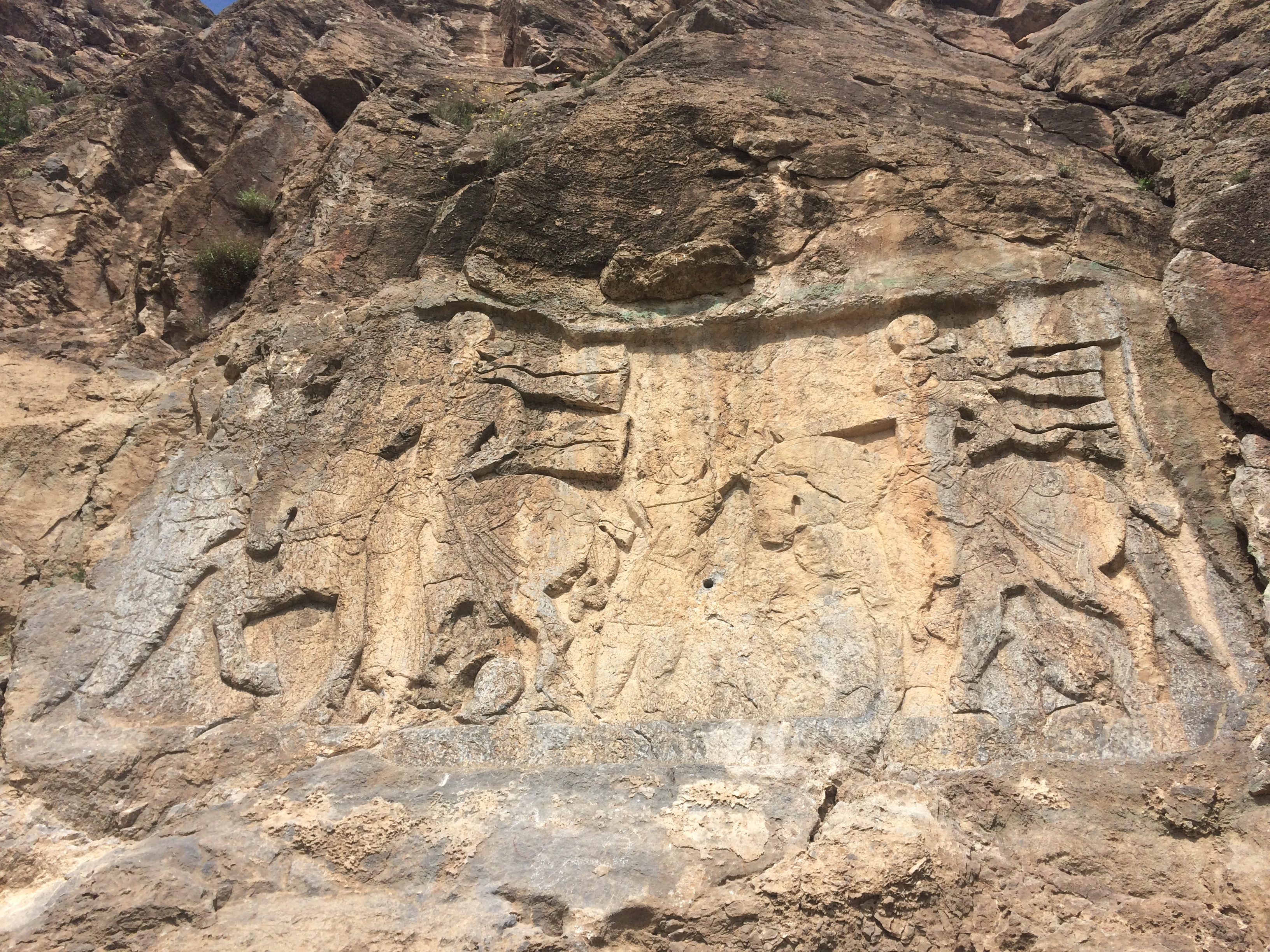
سنگ‌نگاره خان‌تختی در سلماس

این نگاره اردشیر و شاپور را سوار بر اسب و در حال انتصاب دو استاندار ارمنی که به صورت پیاده نقش گردیده‌اند، نشان می‌دهد. شیوهٔ کار غیراستادانه و سبک آن سنگین و بی‌روح است؛ قدمت آن به دورهٔ پایانی حکومت اردشیر، و به نقل از هینتس احتمالاً به تاریخ ۲۳۸ میلادی باز می‌گردد.
گفته می‌شود که نقش برجستهٔ موجود در داراب طی دو مرحله تراش خورده است، مرحلهٔ نخست در دورهٔ حکومت اردشیر و مرحلهٔ دوم در دورهٔ حکومت شاپور. البته این ادعا آن‌چنان نیز متقاعدکننده نیست، آن هم به این دلیل که سبک رداها و دیگر متعلقات افراد سلطنتی از هر حیث به دورهٔ حکومت شاپور تعلق دارد. و از طرفی، موضوع سنگ تراشی این نقش برجسته شاپور است.
سنگ نگاره‌های اردشیر یکم یادگاری از یک دگرگونی تاریخی برجسته هستند. طرح این نگاره‌ها، همانند طرح سکه‌های اردشیر، اولین بارقه‌های حرکتی هستند که برای فاصله گرفتن از سنت‌های کهنه اشکانیان صورت گرفت. این نگاره‌ها خبر از احیای سنت ایرانی و آغاز یک تقابل همه جانبه با جهان رومی می‌دهند. آن‌ها مبنای سنگ تراشی ساسانی‌اند که از آن پس به مدت چهار قرن رشد و توسعه یافت تا به نقش برجستهٔ طاق بستان ختم شد، دوره‌ای که مدت زمان آن بسیار طولانی‌تر از بازهٔ زمانی مشخص شده برای هخامنشیان بود.